# Krečaves
 Krečaves  falu Horvátországban, Zágráb megyében. Közigazgatásilag Szentivánzelinához tartozik.

## Fekvése
Zágrábtól 28 km-re északkeletre, községközpontjától 4 km-re délkeletre, a Lónya folyó partján, az A4-es autópálya mellett fekszik.

## Története
A települést csak 1704-ben említik először az egyházi vizitáció, de ennél sokkal régebbinek feltételezik. Nevének első tagja ismeretlen eredetű, második tagjában a hely jelentésű szláv „ves” szó ismerhető fel. 1857-ben 168, 1910-ben 420 lakosa volt. Trianonig Zágráb vármegye Szentivánzelinai járásához tartozott. 2001-ben 270 lakosa volt.

## Lakosság
| Lakosság változása | Lakosság változása | Lakosság változása | Lakosság változása | Lakosság változása | Lakosság változása | Lakosság változása | Lakosság változása | Lakosság változása | Lakosság változása | Lakosság változása | Lakosság változása | Lakosság változása | Lakosság változása | Lakosság változása |
| ------------------ | ------------------ | ------------------ | ------------------ | ------------------ | ------------------ | ------------------ | ------------------ | ------------------ | ------------------ | ------------------ | ------------------ | ------------------ | ------------------ | ------------------ |
| 1857               | 1869               | 1880               | 1890               | 1900               | 1910               | 1921               | 1931               | 1948               | 1953               | 1961               | 1971               | 1981               | 1991               | 2001               |
| 168                | 215                | 276                | 328                | 361                | 420                | 440                | 455                | 458                | 439                | 390                | 337                | 344                | 300                | 270                |

## Külső hivatkozások
Szentivánzelina község hivatalos oldala